# One cent magenta de Guyane britannique
Le one cent magenta de Guyane britannique est un timbre-poste considéré par de nombreux philatélistes comme étant le timbre rare le plus connu au monde. Il a été émis en nombre limité en Guyane britannique (aujourd'hui le Guyana) en 1856 et à ce jour, un seul et unique exemplaire a été répertorié.
Il est non dentelé, imprimé en noir sur du papier magenta et représente en son centre un voilier entouré de la devise en latin de la colonie : « Damus Petimus Que Vicissim[us] » (« Nous donnons et attendons en retour »).
Le 17 juin 2014, l'unique exemplaire répertorié est vendu aux enchères à New York pour un montant de 9,48 millions de dollars soit 7,1 millions d'euros, ce qui en fait à ce jour le timbre le plus cher au monde.
Le 8 juin 2021 il est de nouveau vendu aux enchères pour 8,307 millions de dollars, soit 6,83 millions d’euros, au Groupe Stanley Gibbons à Londres,. Il reste le timbre le plus cher monde malgré un prix de vente inférieur aux estimations (entre 10 et 15 millions de dollars).
Cet exemplaire aura connu 12 propriétaires depuis son identification, dont un meurtrier qui offrit son timbre en échange d'une peine moins sévère.